# دیه گو لوپز (بازیکن فوتبال، زاده مارس ۱۹۷۴)
دیه گو لوپز (انگلیسی: Diego López؛ زادهٔ ۱۴ مارس ۱۹۷۴) بازیکن فوتبال اهل اسپانیا است.
از باشگاه‌هایی که در آن بازی کرده‌است می‌توان به باشگاه فوتبال هرکولس اشاره کرد.